# محافظة بلقرن
محافظة بلقرن هي محافظة في منطقة عسير في المملكة العربية السعودية. تقع في الجزء الجنوبي الغربي من شبه الجزيرة العربية وتحديدًا في الجزء الشمالي من منطقة عسير، تبعد عن مدينة أبها 220 كلم، وعن مدينة الطائف 320 كلم، و عن بيشة 90 كلم، وقاعدتهم الإدارية مدينة سبت العلاية التي استمدت تسميتها من السوق الشعبي الذي يقام فيها يوم السبت من كل أسبوع
يوجد بها محميات لأنواع عديدة من الطيور والحيوانات البرية والمفترسة. وترتفع محافظة بلقرن ألفي قدم عن سطح البحر. مركز محافظة بلقرن هي مدينة سبت العلاية، وهي مركز تجاري مهم، وتشتهر بأسواقها في الماضي والحاضر، ويوجد بها العديد من المنتزهات والمحميات لعل من أبرزها: منتزه شيبانة ومنتزه طلالا، ويحدها من الغرب محافظة العرضيات .

## الحدود
يحد محافظة بلقرن من الشمال محافظة بلجرشي في منطقة الباحة، من الجنوب محافظة النماص، ومن الشرق بيشة، ومن الغرب محافظة العرضيات في منطقة مكة المكرمة.

## المساحة
المساحة الإجمالية للمحافظة تقدر ب 1415كم مربع.

## السكان
يبلغ عدد سكان محافظة بلقرن حسب إحصاء عام 1444هـ/ 2022م 60,012 نسمة، 34,524 منهم ذكور 25,488 منهم إناث، وعدد السعوديين منهم 44,430، وغير السعوديين 15,582.

## المراكز التابعة لها
المراكز التابعة لمحافظة بلقرن تسع مراكز تعتبر مدينة سبت العلاية المركز الإداري للمحافظة وهي:
- مركز البشائر
- مركز طلالا
- مركز عفراء
- مركز خثعم
- مركز باشوت
- مركز آل سلمة
- مركز شواص
- مركز الشفا
- مركز شعف بلقرن

## أعلام
- أول رائد فضاء سعودي يصل الى محطة الفضاء الدولية علي القرني.
- الداعية الإسلامي علي القرني.
- الداعية الإسلامي عائض القرني.
- الفنان عايض يوسف

## وصلات خارجية
- موقع محافظة بلقرن